# Venusia latefasciata
Venusia latefasciata là một loài bướm đêm trong họ Geometridae.